# Бонн
Бонн (нім. Bonn, МФА: [ˈbɔn] ( прослухати)) — місто в Німеччині, у землі Північний Рейн-Вестфалія, на річці Рейн. Населення —  331.885 (31 грудня 2021), займає 19 місце в країні за кількістю жителів. Столиця ФРН в 1949—1990 роках.
Річковий порт, аеродром, залізнична станція. Промисловість: металообробна, текстильна, порцеляно-фаянсова, меблева, поліграфічна. Університет, у якому в 1835—1836 вчився Карл Маркс. Вища сільськогосподарська школа, консерваторія, Педагогічна академія. У Бонні народився Людвіг ван Бетховен. У старих кварталах Бонна збереглися пам'ятки архітектури середніх віків.Бонн вважають другою столицею Німеччини.

## Загальні відомості
Бонн — місто у Північному Рейні-Вестфалії. Розташований на південь від Кельна. Його площа сягає 141,22  км², а населення — 311 287 чол. (станом на 31 грудня 2013 р.)
.
З 3 листопада 1949 до 3 жовтня 1990 р. — столиця Західної Німеччини (Франкфурт-на-Майні не був обраний), а до 1999 р. — політичний центр. Як столиця Німеччини Бонн привертав до себе світову увагу, його неодноразово показували на телебаченні.
Починаючи з 1998 р. міністерства почали переїздити до нової столиці Німеччини — Берліна. Обидві національні палати парламенту (бундестаг та бундесрат), канцлер та президент також перемістилися до Берліна. Та все ж Бонн згадують як політичний центр, хоча зараз там лише шість міністерств — Міністерство фінансів та Міністерство міжнародних відносин тощо. Нині Бонн розвиває у своєму місті міжнародні організації та інституції. Більшість з них пов'язані з захистом навколишнього середовища. Також у Бонні розвинені організації, пов'язані з логістикою та телекомунікаціями. У Бонні відбуваються численні міжнародні зібрання.

## Історія
Історія Бонна починається з римських часів. 11 року до нашої ери Бонн став стоянкою романського війська. Саме з того часу ймовірно походить назва міста, а саме, від назви поселенців «бонна». Через вплив та історію римлян на цій території, Бонн став одним з найвідоміших міст у світі. У пізню античність місто було захоплене варварами, але все ж деякі частини міста вціліли як, наприклад, Münster basilica. У Бонні була знайдена найдавніша у Рейн-Вестфалії згадка про існування цього міста приблизно 30 років до н. е. Але археологи вважають, що на території, названій зараз Бонн, були поселення 14 000 років тому.
Місто засноване у 11 році до нашої ери.

### Визначні роки в історії міста
804 — перша згадка про поселення «villa basilica» на місці Münster basilica.
Приблизно 1000 — поява назви Бонн.
1244 — топографічний розвиток міста за часів архієпископа Конрада.
1288 — заснування міської ради, поява правосуддя.
Тридцятирічна війна у Німеччині оминула Бонн завдяки кельнському курфюрсту.
3 1597 місто було культурною резиденцією тогочасної Німеччини.
1542—1546 — спроби реформації курфюрста Германа фон Віда.
1583—1587 — спроби реформації Гебхарда фон Вальдбурга.
З 1597 по 1794 роки Бонн був резиденцією Архбішопа Кьольна.
1715 — початок розбудови резиденції бароко у Бонні.
1770 — народження Людвіга ван Бетховена.
1786 — заснування університету в Бонні.
1794–1814 — Бонн окупований французькими військами.
1798 — закриття університету.
1815 — Бонн став пруським містом.
1818 — заснування рейнського університету Фрідріха-Вільгельма.
1844 — відкриття залізниці Кельн-Бонн.
1845 — встановлення пам'ятника Бетховену та проведення першого фестивалю на його честь.
1898 — побудова мосту через Райн між Бонном та Боєлем.
1904 — приєднання до Бонна Доттендорфа, Кессеніха, Поппельсдорфа та Енденіха. Важкі часи для Бонна.
1918 — перша повітряна атака на Бонн.
1918—1926 — Бонн окупований об'єднаними військами.
1926 — заснування педагогічної академії.
Після Першої світової війни почалось зростання інфляції. Мілітаризація, що почалась під час війни не зменшувала своїх обертів. Важка промисловість приносила Бонну збитки.
Під час Другої світової війни Бонн втратив 8000 німецьких громадян, всі євреї були депортовані або відправлені до концентраційних таборів. Після Другої світової війни у Бонні залишилося 7 євреїв.
1947 — Оксфорд та Бонн уклали угоду міст-партнерів. Це була перша з таких угод, що підписала Німеччина.
1969 — розширення території Бонна. До складу нового Бонна увійшли: Бонн, Бад Годесберг, Боєль, частина Дуісдорфа.
1989 — подвійний ювілей Бонна  — 2000 років місту, та сорок років Бонну-столиці.
Друга половина XIX століття була спокійною для Бонна. На першому плані стояв розвиток економіки завдяки торгівлі.
У 1994 році був написаний закон про перенесення робочих місць міністерств до Берліна.

## Транспорт

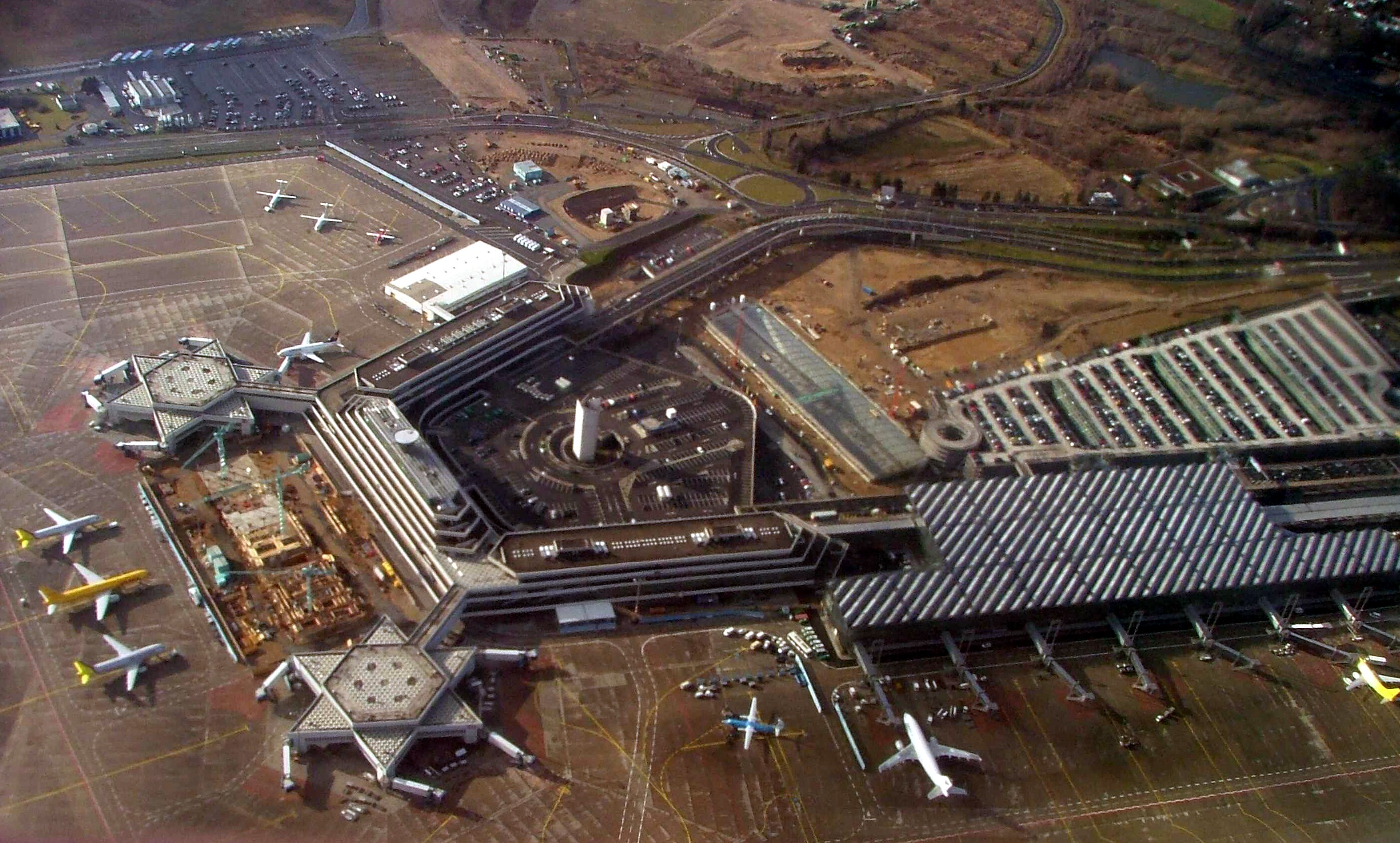
Аеропорт Кельн/Бонн

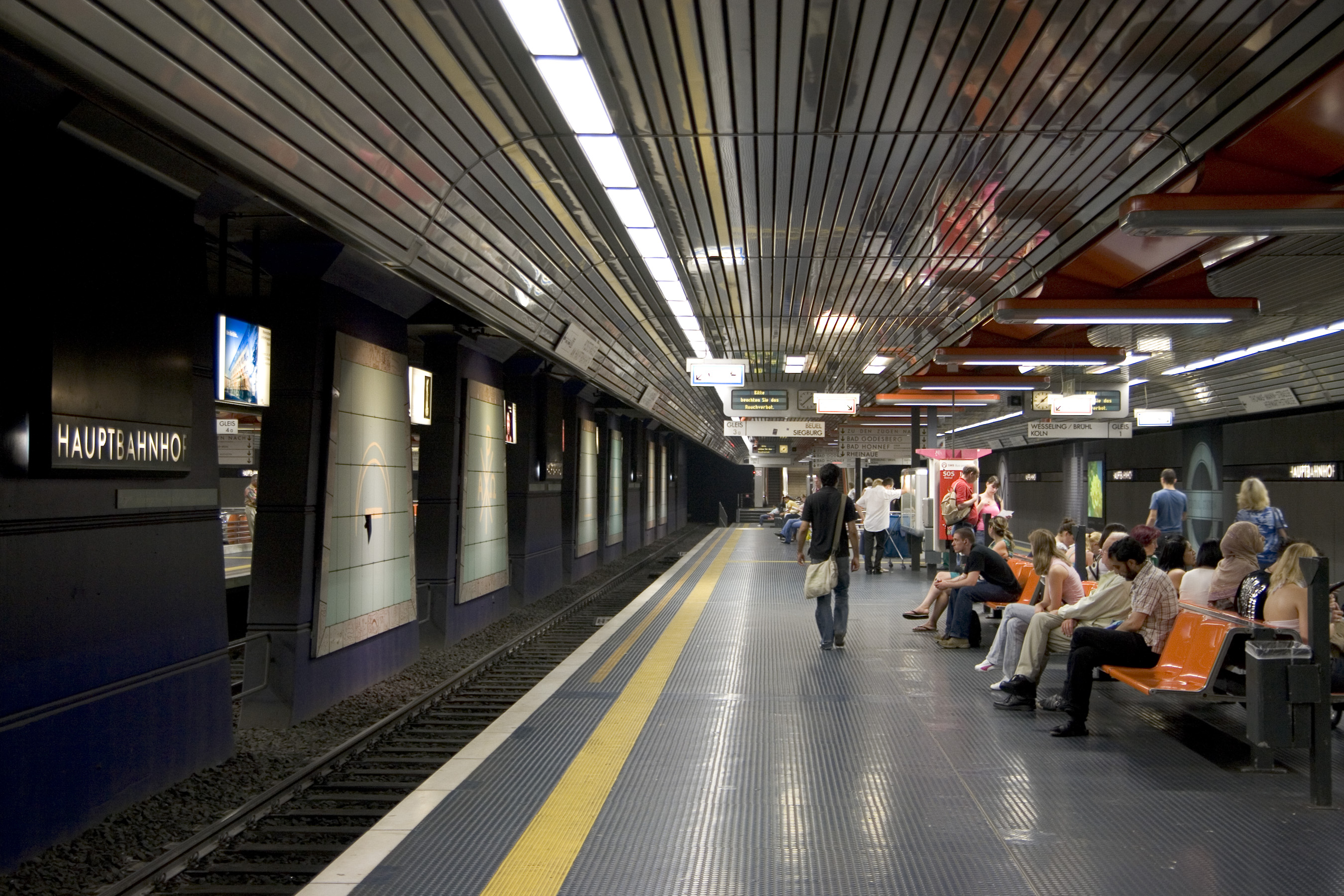
Бонн-Центральний

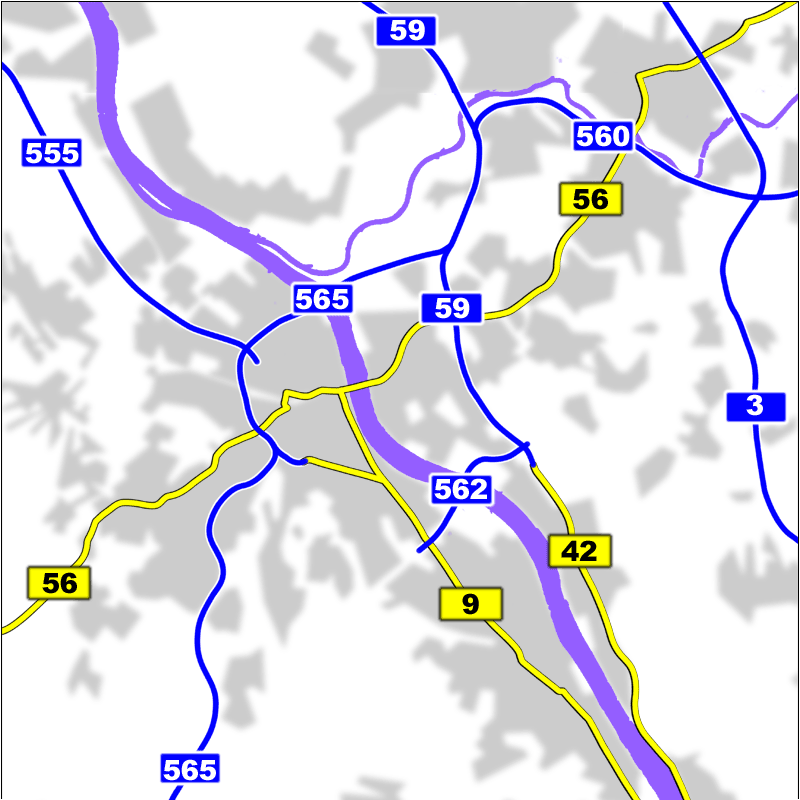
Мережа автострад регіон Бонна

### Авіаційний
Аеропорт Кельн/Бонн розташований за 15 км на північний схід від центру міста Бонн. У 2015 році пасажирообіг склав 10,3 мільйона пасажирів, він є сьомим за пасажирообігом аеропортом Німеччини та третім за вантажообігом. Станом на березень 2015 р. аеропорт Кельн-Бонн мав пасажирське сполучення зі 115 аеропортами в 35 країнах. Аеропорт є одним із небагатьох цілодобових аеропортів Німеччини, а також хабом для Eurowings та вантажних перевізників FedEx Express та UPS Airlines.
Федеральна автострада A59 сполучає аеропорт з містом. Міжміські та регіональні потяги мають зупинку на станції аеропорт Кельн/Бонн. Аеропорти Франкфурт та Дюссельдорф розташовані у досяжності годинної поїздки на автівці від міста Бонн.

### Рейковий
Бонн має дві залізничні станції: Бонн-Головний на Західно-Рейнській залізниці та Зігбург/Бонн на Швидкісній залізниці Кельн — Франкфурт, через Бонн-Центральний прямує лінія S-Bahn Рейн-Рур.
Основу громадського транспорту міста складає мережа штадтбану відкрита у 1975 році.

### Автобусний
Автобусна мережа має 30 маршрутів та інтегрована з автобусною мережею міста Кельн.

### Автостради
Чотири автобани прямують через/навколо Бонна: A59 (прямує правим берегом Рейну, сполучає Бонн з Дюссельдорфом та Дуйсбургом), А555 (прямує лівим берегом Рейну, сполучає Бонн з Кельном), А562 (сполучає правий і лівий берег Рейну на південь від Бонна), А565.

### Водний
Річковий порт розташовано у передмісті Бонна — Граурайндорф, використовується для контейнерних перевезень, а також регулярних пасажирських до Кельну та Дюссельдорфу.

## Культура

### Музеї
- Рейнський крайовий музей Бонна

## Кафедральний собор-базиліка святого Мартіна у Бонні
Кафедральний собор-базиліка у Бонні зображена на гербі міста з 13 століття і відтоді є символом міста. Попри те, що панорама міста істотно змінилася, базиліка до сьогодні виглядає сучасною. Боннська базиліка була закладена на місці поховання мучеників Кассія та Флоретія — покровителів міста.
Становлення маленької культової споруди кінця римського періоду та її перетворення у зразок середньовічної архітектури були досить складними. Вигляд, який має церква сьогодні, подібний до того, який був у 11—13 століттях. Елементи романського та готичного стилів гармонійно поєднуються один з одним та зливаються у монолітне ціле. Декораційне надбання у стилі бароко не навантажує, а навпаки створює необхідну атмосферу.

## Площа біля ратуші (бундесрату)
Ринкова площа була і залишається центром міста. Її історія починається з 11 століття. Тоді це було торгове поселення. Приблизно в 1550 році на площі був споруджений фонтан, зруйнований в 1689 році при обстрілі площі. В 1777 фонтан був відновлений і діє дотепер. Також на площі є стара ратуша, побудована за наказом курфюрста Клеменса-Августа в 18 столітті його придворним архітектором Мішелем Левейллі. Зараз існує нове приміщення бундесрату, але все ж це використовують для прийомів тощо.

## Університет
Головний навчальний заклад міста має не менш довгу й цікаву історію. В 1697 році за наказом курфюрста Бонна Йозефа-Клеменса закладається фундамент нового будинку резиденції правителів, потім резиденція курфюрстів перетворюється в Палац виборів, а на початку XIX століття — після приєднання прирайнських земель до Пруссії  — в університет.

## Населення
- 1958 — 139 тис. мешканців
- 2007 — 315 тис. мешканців
- 2013 — 311 тис. мешканців

## Відомі уродженці
- Людвіг ван Бетховен (1770—1827) — німецький композитор і піаніст
- Александр Кауфман
- Фердінанд Ціркель (1838—1912) — німецький геолог, петрограф
- Вальтер Готелл (1924—1997) — німецький актор.